# Victoire Cappe

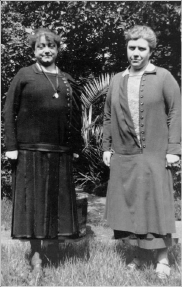
Victoire Cappe en Maria Baers

Victoire Ida Jeanne Cappe (Luik, 18 maart 1886 – Brussel, 29 oktober 1927) was een Belgisch feministe, vakbondsbestuurster en Medewerkster van het Apostolaat.
Cappe was de dochter van een advocaat. In 1906 stichtte zij de Syndicat de l’aiguille, een christelijke vakbond voor vrouwelijke arbeiders.
In 1912 richtte zij samen met Maria Baers op initiatief van kardinaal Mercier het Algemeen Secretariaat van de Christelijke Sociale Vrouwenwerken van België op. Hieruit ontstond in 1920 de Kristelijke Arbeiders Vrouwenbeweging. Vanaf 1914 was een van de activiteiten van de beweging het verzorgen van onderwijs of vorming voor arbeidersmeisjes. Op het programma staan onder meer godsdienst, sociaal engagement en dienstbetoon. Tussen 1916 en 1919 volgen prominenten uit de vrouwenbeweging vormingscursussen en na de oorlog breidden de leergangen uit tot niet-buitenshuis werkende vrouwen die getekend zijn door de arbeidssituatie van hun wederhelft. Daarom richt de organisatie zich op syndicale actie, op het opvoedende, het sociale en culturele werk. 
Als op 15 februari 1920 de Franstalige École normale sociale catholique pour femmes in de Poststraat gesticht wordt, is Cappe er voorzitter. De school is vooral een kaderschool voor vrijgestelden van de KAV, zo blijkt uit een overzicht van pater Du Bois die in 1928 de tewerkstelling van de oud-studenten natrekt. 
Zo wordt Cappe een grondlegger van het sociaal onderwijs voor vrouwen in België.